# Dungen (álbum)
Dungen  es el primer álbum de estudio y álbum debut de la banda vanguardista sueca de rock: Dungen. Lanzado originalmente en el 2001 en su primera edición. La primera edición del álbum únicamente se limitó a solo 500 copias.
En el 2005 se lanzó su reedición estándar en la cual el álbum se tituló con el nombre de "Dungen 1999-2001".
Hoy en día el álbum está considerado como una joya oculta y quedándose en la actualidad como un álbum de culto y parte del seguimiento de culto.

## Sonido
El sonido del álbum se le considera de difícil categorización, debido a que aborda distintos estilos como el indie rock, rock alternativo, rock psicodélico, el folk sueco, folk rock, rock experimental, rock progresivo, space rock, neo-psicodelia, jazz rock, el raga rock y el jazz fusión.

## Lista de canciones

### Primera edición
En este listado de canciones se encuentran los primeros sencillos del álbum en su edición limitada de 500 copias.

Todas las canciones escritas y compuestas por Gustav Ejstes. 
| Dungen |                                |          |  |
| N.º    | Título                         | Duración |  |
| 1.     | «Stadsvandringar»              | 06:16    |  |
| 2.     | «Och Solen Stiger Upp»         | 04:35    |  |
| 3.     | «Andra Sidan Sjön»             | 07:35    |  |
| 4.     | «Mitten Av Mar»                | 03:08    |  |
| 5.     | «Du Och Jag...»                | 03:34    |  |
| 6.     | «Och Du Frågar Mig Varför ...» | 03:29    |  |
| 7.     | «Tillsammans»                  | 03:30    |  |
| 8.     | «Känslan Som Gror»             | 04:38    |  |
| 37:03  |                                |          |  |

### Reedición
En este listado de canciones se encuentran los sencillos en su reedición final del álbum titulado "Dungen 1999-2001".

Todas las canciones escritas y compuestas por Gustav Ejstes. 
| Dungen 1999-2001 |                   |          |  |
| N.º              | Título            | Duración |  |
| 1.               | «Stadsvandringar» | 14:49    |  |
| 2.               | «Midsommarbongen» | 18:34    |  |
| 3.               | «Lilla Vännen»    | 11:37    |  |
| 45:00            |                   |          |  |

## Personal
Todos los sencillos fueron compuestos por Gustav Ejstes.
- Gustav Ejstes - vocal, guitarra, bajo, flauta, violín, batería, teclados, arreglo, productor
- Reine Fiske - bajo, guitarra, percusión
- Fredrik Björling - batería, percusión

### Personal adicional
- Carl Abrahamsson - diseño de portada
- Stefan Kéry - productor ejecutivo, fotografía, diseño de portada
- Marie Ljungsten - fotografía

Músicos de sesión durante la grabación del álbum
- Marco Lohikari - bajo
- Christopher Schlee - guitarra
- Gila Storm - vocal
- Alex Wiig - percusión, sitar